# Abraham M. Cozzens
Abraham Martling Cozzens (* 3. Juni 1811 in Manhattan, New York; † 6. Februar 1868 ebenda) war ein US-amerikanischer Kaufmann und Kunstsammler.

## Leben
Abraham M. Cozzens war ein Sohn von William Brown Cozzens (1787–1864) aus dessen Ehe mit Sarah Martling (1793–1813). Cozzens war zwei Mal verheiratet, zunächst mit Marion Anne Curtis (1817–1846), dann mit Antoinette Kelley Robinson (1837–1861). Er war ein erfolgreicher Kaufmann und wurde Präsident der New York Kerosene Oil Company.

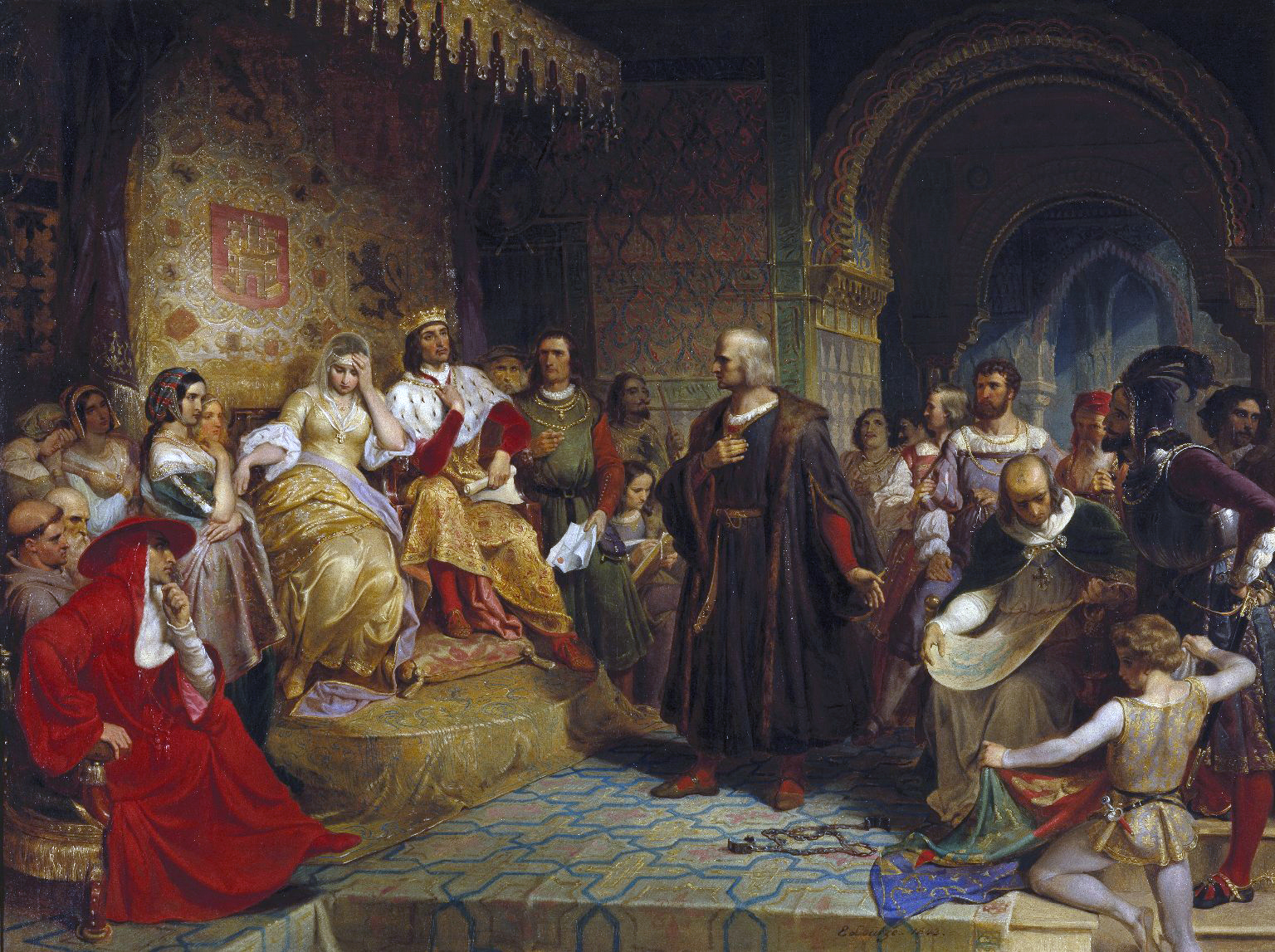
Emanuel Leutze: Columbus Before the Queen, 1843, Brooklyn Museum

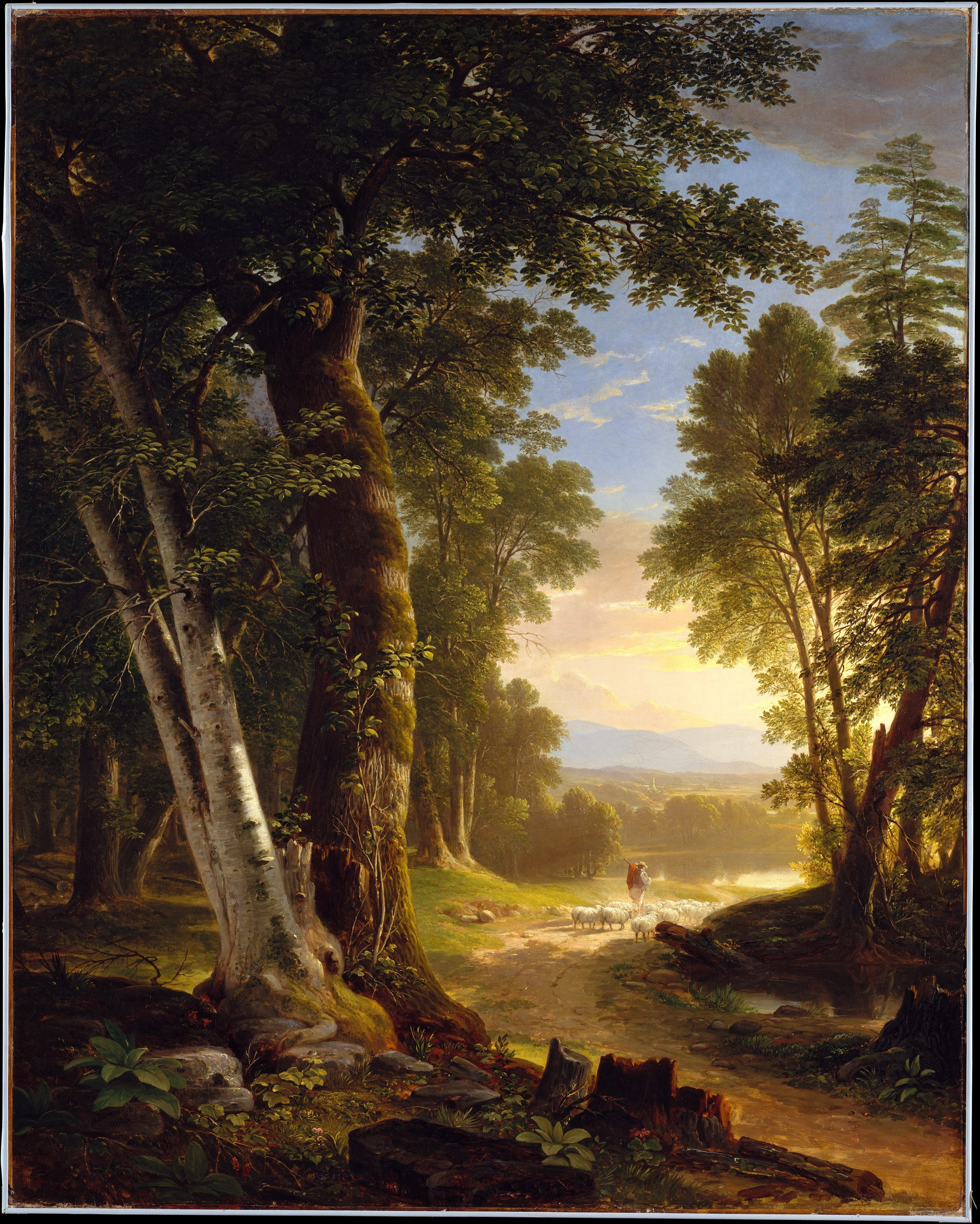
Asher Brown Durand: The Beeches, 1845, Metropolitan Museum of Art

Sein Interesse galt darüber hinaus der bildenden Kunst, zu deren Förderung er sich als Sammler und Mäzen, als Unterstützer der National Academy of Design, 1847 als Gründer der Century Association und von 1849 bis 1851 als Vorsitzender der American Art-Union engagierte. Außerdem ließ er sich von der New-York Historical Society zum Vorsitzenden ihres Kunstausschusses wählen. Zu den von ihm besonders geschätzten Malern zählten Frederic Edwin Church, Asher Brown Durand und Emanuel Leutze, von dem er sich 1865 auch porträtieren ließ.
1856 zählte ihn das Kunstblatt The Crayon neben John Wolfe (≈1821–1894), Elias L. Magoon (1810–1886), Charles M. Leupp und Marshall O. Roberts (1813–1880) zu bedeutendsten Kunstsammlern New Yorks. Von Church besaß er das Gemälde The Andes of Ecuador (1855), von Durand The Beeches (1845), von Leutze das Historienbild Columbus Before the Queen (1843) und von Robert Walter Weir (1803–1889) das Gemälde The Microscope (1849). Seine Kunstsammlung, die außerdem Bilder von Jasper F. Cropsey, Sandford R. Gifford, Henry Peters Gray (1819–1897), Daniel Huntington, John F. Weir, Thomas Cole, Thomas Doughty, Edward D. Greene (1823–1879), Thomas Hewes Hinckley (1813–1896), Henry Inman, T. B. Johnson, Charles Robert Leslie, William Sidney Mount, Gilbert Stuart, Thomas Sully, Luther Terry (1813–1900) und Richard Caton Woodville enthielt, wurde am 22. Mai 1868 in New York versteigert.
Cozzens Familiengrabstätte liegt auf der Green-Wood Cemetery in Brooklyn.